# Kuurne–Brusel–Kuurne 2022
74. ročník jednodenního cyklistického závodu Kuurne–Brusel–Kuurne se konal 27. února 2022 v Belgii. Vítězem se stal Nizozemec Fabio Jakobsen z týmu Quick-Step–Alpha Vinyl. Na druhém a třetím místě se umístili Australan Caleb Ewan (Lotto–Soudal) a Francouz Hugo Hofstetter (Arkéa–Samsic). Závod byl součástí UCI ProSeries 2022 na úrovni 1.Pro.

## Týmy
Závodu se zúčastnilo 17 z 18 UCI WorldTeamů a 8 UCI ProTeamů. Všechny týmy přijely se sedmi závodníky kromě týmů Groupama–FDJ, Israel–Premier Tech, Movistar Team a UAE Team Emirates s šesti jezdci a týmu Team BikeExchange–Jayco s pěti jezdci, na start se tak postavilo 169 jezdců. Do cíle v Kuurne dojelo 136 z nich.
UCI WorldTeamy
- AG2R Citroën Team
- Bora–Hansgrohe
- Cofidis
- EF Education–EasyPost
- Groupama–FDJ
- Ineos Grenadiers
- Intermarché–Wanty–Gobert Matériaux
- Israel–Premier Tech
- Lotto–Soudal
- Movistar Team
- Quick-Step–Alpha Vinyl
- Team Bahrain Victorious
- Team BikeExchange–Jayco
- Team DSM
- Team Jumbo–Visma
- Trek–Segafredo
- UAE Team Emirates

UCI ProTeamy
- Alpecin–Fenix
- Arkéa–Samsic
- Bingoal Pauwels Sauces WB
- B&B Hotels–KTM
- Human Powered Health
- Sport Vlaanderen–Baloise
- Team TotalEnergies
- Uno-X Pro Cycling Team

## Výsledky
| Pořadí | Jezdec                   | Tým                                | Čas        |
| ------ | ------------------------ | ---------------------------------- | ---------- |
| 1      | Fabio Jakobsen (NED)     | Quick-Step–Alpha Vinyl             | 4h 32' 13" |
| 2      | Caleb Ewan (AUS)         | Lotto–Soudal                       | + 0"       |
| 3      | Hugo Hofstetter (FRA)    | Arkéa–Samsic                       | + 0"       |
| 4      | Daniel McLay (GBR)       | Arkéa–Samsic                       | + 0"       |
| 5      | Giacomo Nizzolo (ITA)    | Israel–Premier Tech                | + 0"       |
| 6      | Dries Van Gestel (BEL)   | Team TotalEnergies                 | + 0"       |
| 7      | Amaury Capiot (BEL)      | Arkéa–Samsic                       | + 0"       |
| 8      | Christophe Laporte (FRA) | Team Jumbo–Visma                   | + 0"       |
| 9      | Matteo Trentin (ITA)     | UAE Team Emirates                  | + 0"       |
| 10     | Taco van der Hoorn (BEL) | Intermarché–Wanty–Gobert Matériaux | + 0"       |